# 美馬市立初草小学校
美馬市立 初草小学校（みましりつ はつくさしょうがっこう）は、徳島県美馬市穴吹町口山にあった公立小学校。
2010年（平成22年）3月31日より休校となる。

## 概要
- 穴吹橋南詰めから国道492号線を約2Km余りを南下する。穴吹川左岸、南の剣山へ連なる山々の最も北側。丘を少し登ると、センダンの大木のある敷地に校舎があった[1]。

### 基礎データ
所在地等
- 〒777-0006 徳島県美馬市穴吹町口山字初草144番地

## 沿革
- 1880年（明治13年） - 創立[1]。
- 1960年（昭和40年）年代頃 - 給食始まる[1]。
- 1963年（昭和43年） - 鉄骨平屋の校舎完成[1]。
- 2005年（平成17年） - 町村合併のため美馬市立初草小学校となる。
- 2010年（平成22年）3月31日  - 休校となる。
- 2013年（平成25年）4月1日 - 校舎を改修し、美馬市多世代交流センター「初草ふれあい館」オープン[2]。

## 校訓
- 敬愛

## 通学区域
- 美馬市
  - 穴吹町初草
  - 穴吹町平野
  - 穴吹町馬内
  - 穴吹町仕出原
  - 穴吹町中野宮
  - 穴吹町中野（大久保）
  - 穴吹町西山